# Транквилиум
Транквилиум — фантастический роман Андрея Лазарчука (по определению Д. Быкова — фэнтези), написанный в 1993—1995 годах и опубликованный в 1996 году. Основой сюжета послужила городская легенда о людях, пропадающих без следа и появляющихся из ниоткуда. В романном мире в глубочайшей древности участок пространства, где находилась Атлантида, обособился и как бы вывернулся наизнанку, оказавшись в иной Вселенной. Но между ним и старой Землей осталась своеобразная пуповина, через которую ушли те, кого не устраивало безумие большого мира. Транквилиум — инверсия Земли: крупнейшая из держав — Россия (романная Палладия) — расположена на островах в океане. Транквилианский социум консервативен и сдерживает технический прогресс; немногие пришельцы с большой Земли содержатся в карантине. Однако в период угрозы большой ядерной войны в 1983—1984 годах, Транквилиум стал привлекателен как убежище, и советские войска попытались организовать вторжение.

## Сюжет
Литературная вселенная романа разделена на Старый мир (наша Земля) и Транквилиум, который значительно отстаёт в технологическом развитии. Этот мир возник в результате экспериментов атлантов с геометрией пространства 12 000 лет назад. Транквилиум, в отличие от Земли, имеет плоскую форму, но прочно связан с основным миром проходами «пуповинами», через который осуществляется циркуляция воды. Нарушение проходов может привести к затоплению. Технический прогресс в Транквилиуме находится примерно на стадии начала XIX века, но в некоторых отношениях культура этого мира превосходит Землю. Как отмечал один из персонажей романа, все великие книги пишутся в Старом мире, поэтому их полулегально привозят оттуда в Транквилиум. Некоторые люди из Старого мира (в частности, сотрудники специального Тринадцатого отдела КГБ) хотят «нести прогресс» в Транквилиум. В Транквилиуме есть сопротивленцы, именуемые форбидерами, которые искусственно тормозят расширение контактов, потому что перенос технологий из Старого мира, будет означать появление новых смертоносных болезней и другие неминуемые последствия.
Действие романа продолжается от 1983 по 1999 годы. Главный герой — Глеб Марин — сын одного из виднейших форбидеров Транквилиума, Бориса Ивановича. Он владел одной из лучших библиотек в плоском мире, но после его кончины книги исчезли неведомо куда. Действие начинается с того, что Глеб, молодой выпускник престижной школы в Порт-Элизабете, сталкивается с вынесенным морем едва живым лордом Сайрусом Стэблфордом, офицером с крейсера «Дефендер», на котором произошёл мятеж. Глеб проявляет героизм при обстреле крейсером города и подавлении восстания. Он обладает крайне редкой способностью пенетратора — человека, который может преодолевать пуповины Старой Земли и Транквилиума и границы так называемого Пыльного мира, не заселённой людьми «прослойки» между планетой и плоскими миром. Обычные пенетраторы, которых очень мало, вынуждены тратить часы, чтобы сконцентрироваться и преодолеть границы миров; Глеб способен проделывать это усилием воли. Он выясняет, что мятеж инициирован некими «бредунами». В процессе разворачивания сюжета оказывается, что это сотрудники Тринадцатого отдела КГБ, которые готовят полномасштабное вторжение в Транквилиум. Советская элита планирует использовать этот мир как укрытие в случае ядерной войны. Обнаружен стабильный действующий проход из мира в мир, через который планируется переправить пехоту и технику.
Во время мятежа Глеб знакомится со Светланой, женой лорда Сайруса, отношения между которыми подходят к концу. Протагонист также знакомится с Олив, подругой Светланы (Олив в какой-то момент станет его женой), и полковником Вильямсом, который будет играть ключевую роль в дальнейших событиях. Далее Глеба захватывают сотрудники КГБ, но освобождает сотрудник органов, перешедший на сторону Транквилиума, Альберт (Алик) Величко. После побега Глеб вместе с Аликом впервые отправляется в Старый мир, где пришелец особенно остро воспринимает увиденную им неприглядную изнанку реалий советского быта. Выясняется, что отдел КГБ разработал проект переброски людей и техники Старой Земли на Транквилиум на случай ядерной войны. Велико на собрании форбидеров предлагает убить Андропова и сорвать планы по переселению. На это способен один только Глеб, которому удаётся вместе с Аликом пройти через миры прямо в кабинет генсека. Алик стреляет Андропову в спину, Глеб при этом меняет решение и переносит их обратно, не дав напарнику сделать контрольный выстрел. Ранение, впрочем, оказывается смертельным.
Отдельная сюжетная линия касается Светланы, забеременевшей от Глеба. Часть эпизодов поданы от имени сотрудников Тринадцатого отдела КГБ Чемдалова, Турова и других. Глебу удаётся также найти отцовскую библиотеку, после чего выясняется, что он сам представляет собой некое подобие библиотеки. Когда перед ним возникает какая-то задача — из глубин сознания как бы сам всплывает ответ. Транквилиум и Старый мир связаны глубже, чем казалось раньше. Например, если ускоряется развитие Мерриленда (одного из государств Транквилиума), то это благоприятно сказывается на развитии Америки на Земле, такая же связь существует между Палладией и Россией. В результате действий Глеба Транквилиум «отделяется» от Старого мира. Сам Глеб тоже сильно изменился: например, он отдает приказ солдатам насильно забирать хлеб у крестьян.
В Старом мире новая власть России кардинально меняет политику в отношении Транквилиума и отдаёт приказ не пускать назад никого из оставшихся там агентов спецслужб. Некоторые изгнанные из родного мира и оказавшиеся в ловушке сотрудники КГБ, например, Адлерберг, проявляют нечеловеческую жестокость. В финале Транквилиум затоплен. Фанатики из секты ариманитов похищают Билли — сына Глеба и Светланы, дабы вынудить Марина на них работать. После победы Глеб, Светлана, Билли, Олив и взятый в заложники предводитель ариманитов плывут на корабле. Глеб признаётся Светлане, что любит её, но не может быть с ней вместе, потому что «когда тебя любят, хочешь поделиться тем, что у тебя есть», а если Глеб попробует поделиться с ней своими знаниями и умениями — это убьёт Светлану.
История заканчивается в 1999 году. Билли остаётся с матерью. Глеб живёт во дворце с Олив, но отношения между нихи до крайности охладели. Как следует из письма Олив Светлане, Глеб вял и быстро устаёт («особенно ужасны вечера: ему сразу делается как будто сто лет»), хотя в лучшие годы, когда командовал армией, мог «спать по два часа в сутки, иногда сидя, и сам ползал по оврагам, проводя рекогносцировку». В эпилоге повзрослевший сын Глеба Билли плывёт на лодке вместе со своей подругой.

## Критика

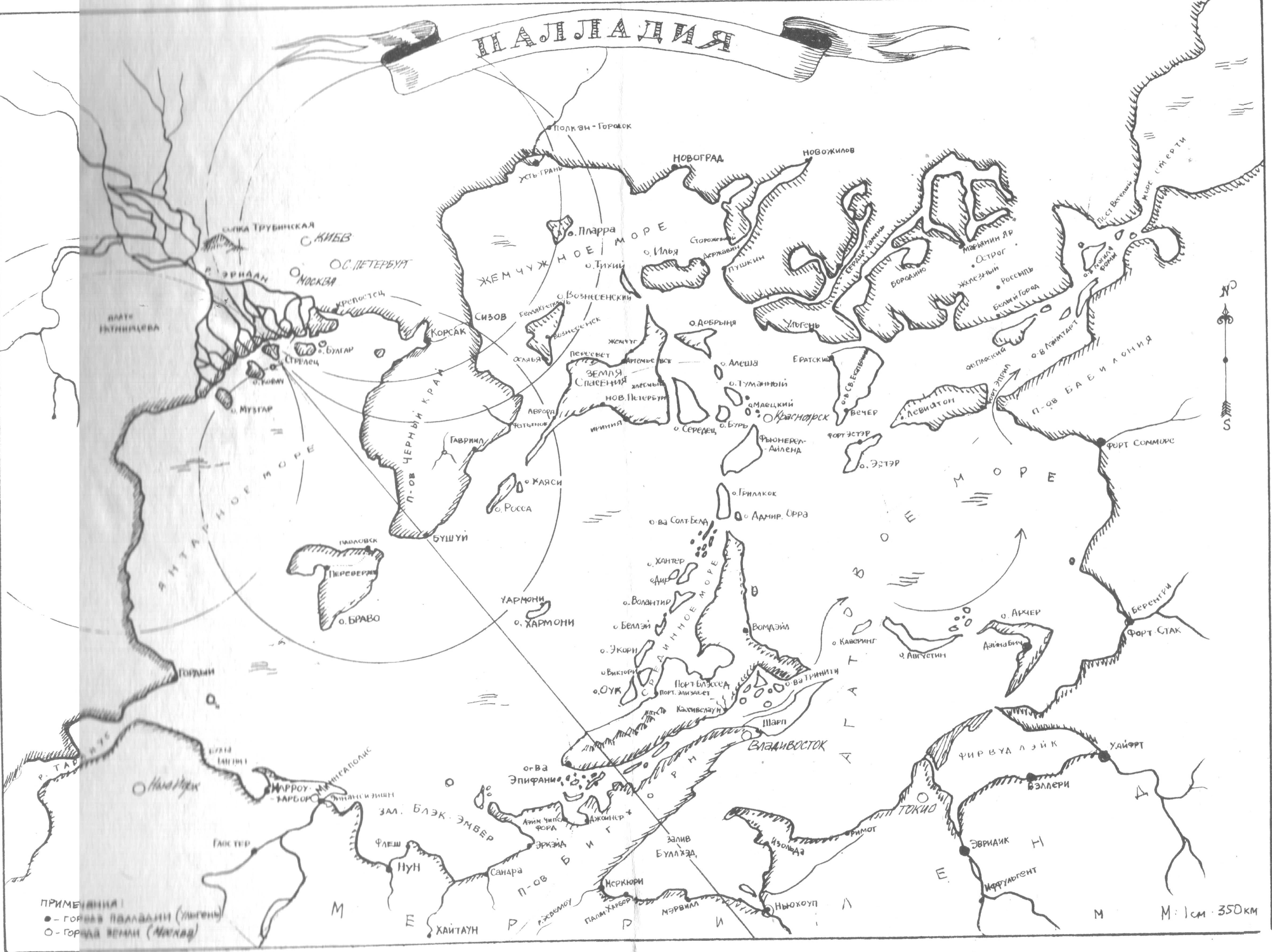
Карта фантастического мира с изображением Палладии — транквилианской России

В. Иванченко возводил литературную генеалогию романа к мирам Александра Грина, утверждая, что Лазарчук «вместо того чтобы отламывать по кусочку, покусился на гриновский мир в целом». В пространственном кармане, созданном некогда в результате экспериментов древних атлантов, существует «мир красоты и чести, парусников, револьверов и паровозов». Научно-техническое развитие Транквилиума соответствует концу XIX века на Земле. Топология этого континуума непонятна, ибо, хотя Земля плоская, до её края невозможно добраться. Проходы между Транквилиумом и Землёй существуют только в России и Америке, поэтому в основном мир заселён выходцами из этих стран. Население Транквилиума составляет несколько миллионов человек, он поделён на русскоязычную Палладию и англоязычный Мерриленд. Если спецслужбы США не замечали скаутов, уводящих людей буквально в никуда, то советский КГБ пришёл к выводу, что Транквилиум — подходящее убежище на случай ядерной войны, а также поле социального экспериментирования. В результате агенты влияния приступают к составлению заговора, который должен закончиться вторжением танковых колонн. В итоге защитникам Транквилиума удаётся закрыть проходы и разбить вторгнувшуюся группу войск. Авторская концепция причудливо переплела вымышленный мир и криптоисторическую версию инициации Перестройки, якобы, связанной с провалом попытки советских властей взять Транквилиум под контроль. Рецензент, считая роман лучшим у автора, критиковал «клиповое» построение сюжета и отсутствие «ударного» финала. В рецензии О. Доброва отмечалось, что в романе «на первом месте — судьба персонажей, их переживания, развитие характеров — все то, что делает прозу художественной, в отличие от постмодернистских экспериментов».
Культуролог Константин Фрумкин применял тексты «Транквилиума» для иллюстрации моделирования «сознания с соглядатаем», ставя Лазарчука в один ряд с Гессе, Набоковым и Платоновым в контексте метафорической модели, выстраиваемой писателем для выражения экстремального психического опыта. Туров — персонаж Лазарчука, испытывает расщепление личности фрактального типа, когда одно «лицо» вставлено в другое. Это возможно интерпретировать как иерархию рефлексии — самонаблюдения, и тогда самый главный и самый большой Туров оказывается той объемлющей всё средой самосознания, внутри которой существуют, наблюдаются и осознаются остальные субъекты. В этом месте К. Фрумкин ссылался на С. Франка, который доказывал, что не самосознание является свойством сознания, а наоборот, сознание существует внутри самосознания. Самый большой Туров, в отличие от существующих в нём маленьких туровых, сам субъектом активности не является, он не связан с этим миром, он не говорит, не думает и даже не чувствует, он — только субъект созерцания. В следующей своей работе К. Фрумкин обнаружил в «Транквилиуме» крайне редко встречающийся в литературе пример одновременного видения героем нескольких реальностей. Эпизодическая героиня по имени Олив приобрела дар одновременного видения обычной и некой тайной реальности, не испытывая от этого опыта никаких позитивных ощущений, поскольку каждым из своих глаз видела один из миров, не имея возможности определить подлинности каждого.
Политолог Сергей Смирнов использовал пример «Транквилиума» для демонстрации метода косвенной негативизации в манипуляции сознанием. Например, в диалоге «перебежчика»-американца и Алика сообщается, что каждый полёт в космос стоит сотен тысяч жизней людей, которые умерли от голода, чтобы обеспечить этот полет ресурсами. Данный аргумент был стандартным для массированной пропаганды начала 1990-х годов, когда советские государствообразующие отрасли объявлялись затратными, убыточными и приносящими исключительно вред всей стране. По мнению политолога: «Выстраивается сложный и эффективный механизм косвенной негативизации, как средства разрушения имиджа Советского Союза». Западная цивилизация и США упоминается в контексте романного мира вскользь, нейтрально или сдержанно-позитивно. Весь вред для Транквилиума исходит из СССР. Другими примерами косвенной негативизации являются описания жизни в СССР первой половины 1980-х годов глазами «капиталистически настроенных» выходцев из Транквилиума, вернувшимися обратно («грязные туалеты — вполне достаточное условие для государственной измены»). Как результат, Андрей Лазарчук получил нелестную личную характеристику. Пример романа приводился и в статье об образе пилотируемой космонавтике в общественном сознании в негативном ключе. Цитируемый выше фрагмент свидетельствует, что в середине 1990-х годов космонавтика подавалась как преступление советского строя.

## Издания
- Транквилиум / Худож. О. Барвенко. — М. : Локид, 1996. — 584 с. — (Современная российская фантастика). — ISBN 5-320-00061-8.
- Лазарчук А. Г. Транквилиум : Фантастический роман. — Москва : АСТ, 2000. — 480 с. — (Звездный лабиринт). — ISBN 5-17-002145-3.